# Izumi Sakai
Izumi Sakai (坂井泉水, Sakai Izumi ou Sachiko Kamachi; Kurume, Fukuoka, 6 de fevereiro de 1967 – Tóquio, 27 de maio de 2007) foi uma cantora de J-pop do grupo Zard.

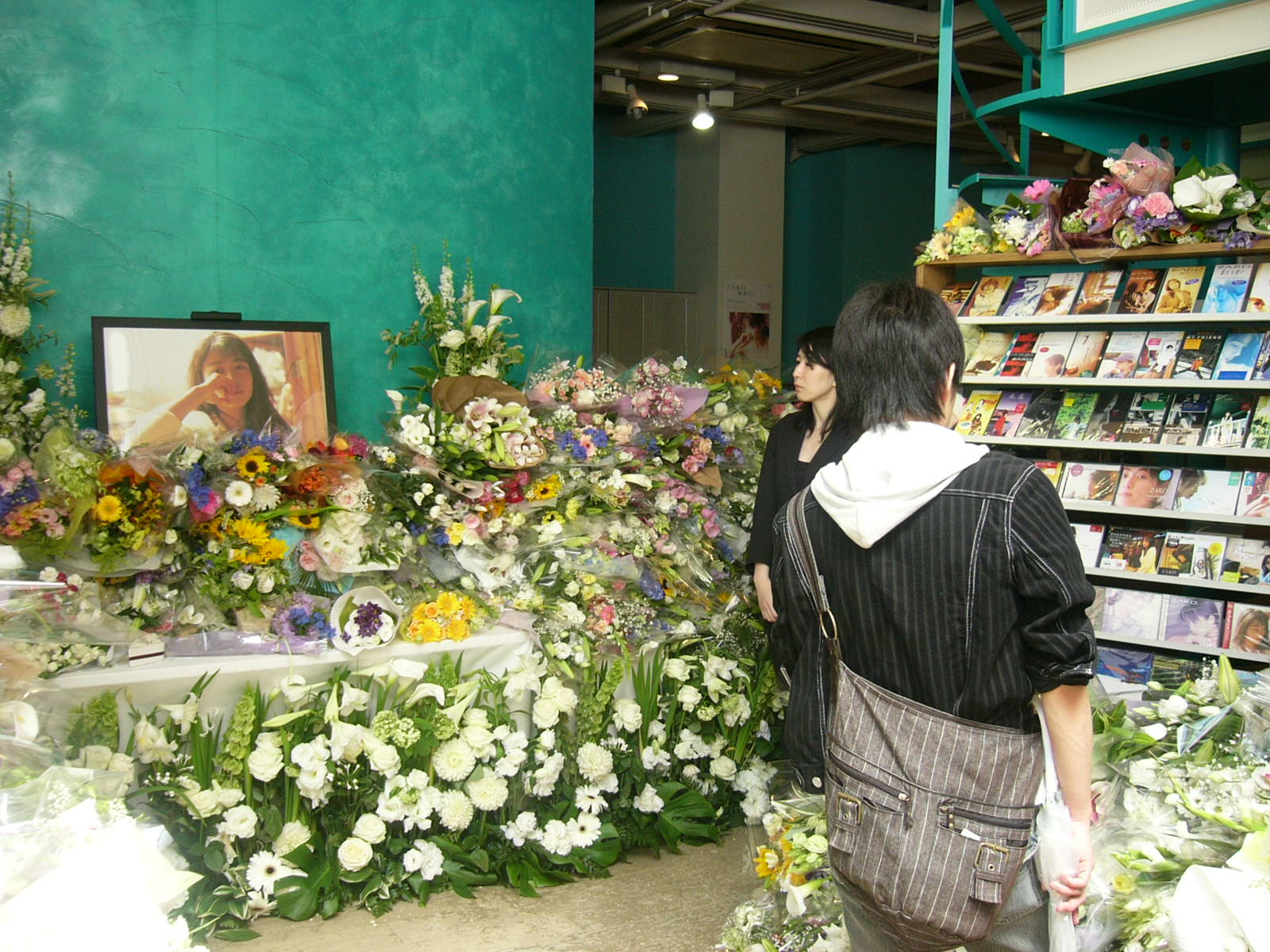
Altar dedicado a Izumi Sakai

## Biografia
Nascida em Kurume, Fukuoka, Sakai cresceu em Hadano, Kanagawa e era um graduada da Universidade Shoin em Atsugi, Kanagawa. Seu pai era um instrutor de uma escola de condução e ela tinha um irmão mais novo. Seu vizinho falou depois de sua morte, na condição de anonimato, que Sakai era uma garota popular durante a escola primária, quando ela já era muito bonita.
Sakai viveu de forma modesta e majoritariamente longe do público. Ao longo da sua vida, vivia com sua família e, quando ela conseguiu sucesso em sua carreira, ajudou a pagar para renovar sua casa. Ela muitas vezes usava apenas camisetas e raramente utilizava qualquer maquiagem. Ela não usava nenhuma maquiagem em todas as sete aparições de televisão que fez em sua vida. Durante a promoção de seu terceiro single, "Mo Sagasanai", e de seu primeiro álbum, Adeus Minha Solidão, Sakai usou óculos durante entrevista para a televisão local, citando não ter dormido durante a noite anterior. Na ocasião também indicou que por muitas ocasiões dormia no período da manhã e não à noite.
Sakai começou a tocar piano aos quatro anos e aspirava ser um musicista em uma tenra idade. Ela frequentava museus e teatro, fazia arranjos de flores secas e pintura a óleo em seu tempo livre.  Ademais, dizia que uma das razões pelas quais não gostava de viajar era que não estava acostumada a comer sashimi, preferindo comida caseira. Por evitar o público, surgiram teorias conspiratórias no Japão de que a Zard não seria produzida pela mulher na capa dos álbuns (Sakai), muitos se referindo a ela como uma lenda urbana. 
Era considerada tímida e, em sua primeira aparição no programa Music Station, foi indagada porque a Zard teria demorado tanto para aparecer diante das câmeras. Ela respondeu que queria ter certeza de que o projeto fosse bem sucedido antes. Nas outras seis entrevistas que concedeu, Sakai manifestou sua timidez diante das câmeras. Em outro relato de um membro de sua comitiva, foi revelado que, quando Sakai viu uma grande fila para um de seus shows em 2004, ficou abalada e se escondeu. Após algum esforço, teria conseguido subir ao palco e agradecer ao público por sua presença. 
O programa Close Up Gendai, da NHK, em analise da carreira da cantora após sua morte, em 2007, que o segredo para o sucesso de Sakai eram suas raras aparições públicas, criando uma aura mística ao seu redor.
Entre suas composições notórias compôs as aberturas e encerramentos de diversos animes, incluindo o quarto encerramento de Slam Dunk (My Friend), além de ter escrito a letra da lendária abertura de Dragon Ball GT, Dan Dan Kokoro Hikareteku, musica originalmente tocada pelo grupo Field of View a qual recebeu um cover pela cantora no álbum Today is Another Day, da Zard. 

## Morte
De acordo com o livro oficial de Kitto Wasurenai, Sakai teve que fazer uma pausa em sua carreira devido a várias doenças relacionadas ao útero em 2001, e só voltou a trabalhar em tempo integral em 2003. Em junho de 2006, ela foi diagnosticada com câncer cervical, para o qual ela imediatamente foi submetida a tratamento. A doença aparentava ter sido curada, mas se descobriu que o câncer havia espalhado-se para os pulmões, indicando um câncer em estágio 4. Desta forma, Sakai começou a receber tratamento no Hospital Universitário Keio em abril de 2007, mas nunca se recuperou totalmente.
A despeito da recaída, Sakai não demonstrou abalo, nem parecia acreditar que estava morrendo. Após sua morte, a revista semanal japonesa Friday publicou uma entrevista na qual dizia que Sakai pensava que os tratamentos da medicina moderna lhe permitiriam viver muito. Sua mãe disse que ela cumprimentava os visitantes com alegria e não parecia demonstrar os efeitos de sua doença. Uma paciente que esteve internada na mesma época que Sakai declarou após a morte da cantora que às vezes eles caminhavam juntos e Sakai cantava "Makenaide" para ela quando ela não conseguia andar. Ademais, Sakai enviou um e-mail para sua equipe dizendo que estava ansiosa para voltar a produzir música e que estava ansiosa por outro show no final de 2007.
Sakai faleceu subitamente em 27 de maio de 2007. A polícia julgou sua morte como acidental, resultado de uma queda a partir do desembarque de uma saída de emergência no hospital onde estava a passar pela quimioterapia. A inclinação parecia estar muito escorregadia devido à chuva no dia anterior. Segundo a polícia, a queda ocorreu durante uma caminhada na manhã do dia 26 de maio de 2007, de uma altura de cerca de três metros. Sakai, inconsciente, foi descoberta às 5h40min da manhã por um transeunte e levada para a sala de emergência, onde morreu no dia seguinte de traumatismo craniano. Sua família esteve ao seu lado durante seu último dia de vida, porém ela não conseguiu recobrar a consciência após a queda.
Pela natureza excepcional de sua morte, houve investigações para determinar se haveria sido produto de suicídio, mas a polícia japonesa concluiu que, de fato, se tratou de um acidente. Em artigo publicado na revista Friday, foi revelado que Sakai realizava passeios durante a reabilitação e que o local onde caiu era seu local de meditação predileto. Sakai planejava lançar um novo álbum no outono de 2007, bem como seu primeiro show ao vivo em três anos. Ela tinha 40 anos quando faleceu. 

## Televisão
- Music Station (TV Asahi), "Nemurenai Yoru o Daite", 7 de agosto de 1992
- Music Station (TV Asahi), "Nemurenai Yoru o Daite", 28 de agosto de 1992
- Som Arena (Fuji TV), "Nemurenai Yoru o Daite", setembro 1992
- Music Station (TV Asahi), "Nemurenai Yoru o Daite", 18 de setembro de 1992
- MJ-Music Journal (Fuji TV), "In My Arms Tonight", outubro 1992
- Music Station (TV Asahi), "In My Arms Tonight", 6 de outubro de 1992
- Music Station (TV Asahi), "Makenaide", 5 de fevereiro de 1993